# Patrick Joseph Power
Patrick Joseph Power (17 novembre 1850 – Londra, 8 gennaio 1913) è stato un politico irlandese.

## Biografia
Figlio di Pierce Power (morto nel 1887) ed Eliza Hayden, Patrick Joseph Power fu educato al Stonyhurst College. Fu un importante proprietario terriero cattolico e deputato al parlamento britannico, possedeva infatti 3.418 acri in Waterford e Tipperary, valutati £1000.. Fu eletto per la prima volta in elezioni suppletive nel collegio della Contea Waterford nel 1884. Dopo la divisione del collegio di Waterford, nelle elezioni generali nel Regno Unito del 1885 fu eletto sempre nel Partito Parlamentare Irlandese nel collegio di East Waterford dal 1885 fino alla sua morte nel 1913. Mantenne il suo seggio anche alle elezioni generali nel Regno Unito del 1892 nonostante avesse aderito alla scissione del Irish National Federation in cui erano confluiti diversi dissidenti del Partito Parlamentare Irlandese usciti per protesta contro il segretario del partito Charles Stewart Parnell, e in quelle del 1895. Nel 1900 di nuovo nel Partito Parlamentare Irlandese
Morì nella sua residenza al civico 13 Templeton Place di Londra.